# Tháp Bismarck ở Żary
Tháp Bismarck ở Żary nằm ở thành phố Żary, tỉnh Lubuskie, phía tây của Ba Lan. Tòa tháp được xem như một công trình chưa hoàn thành vì quá trình xây dựng vẫn còn giang dở, không thể mở cửa cho công chúng.

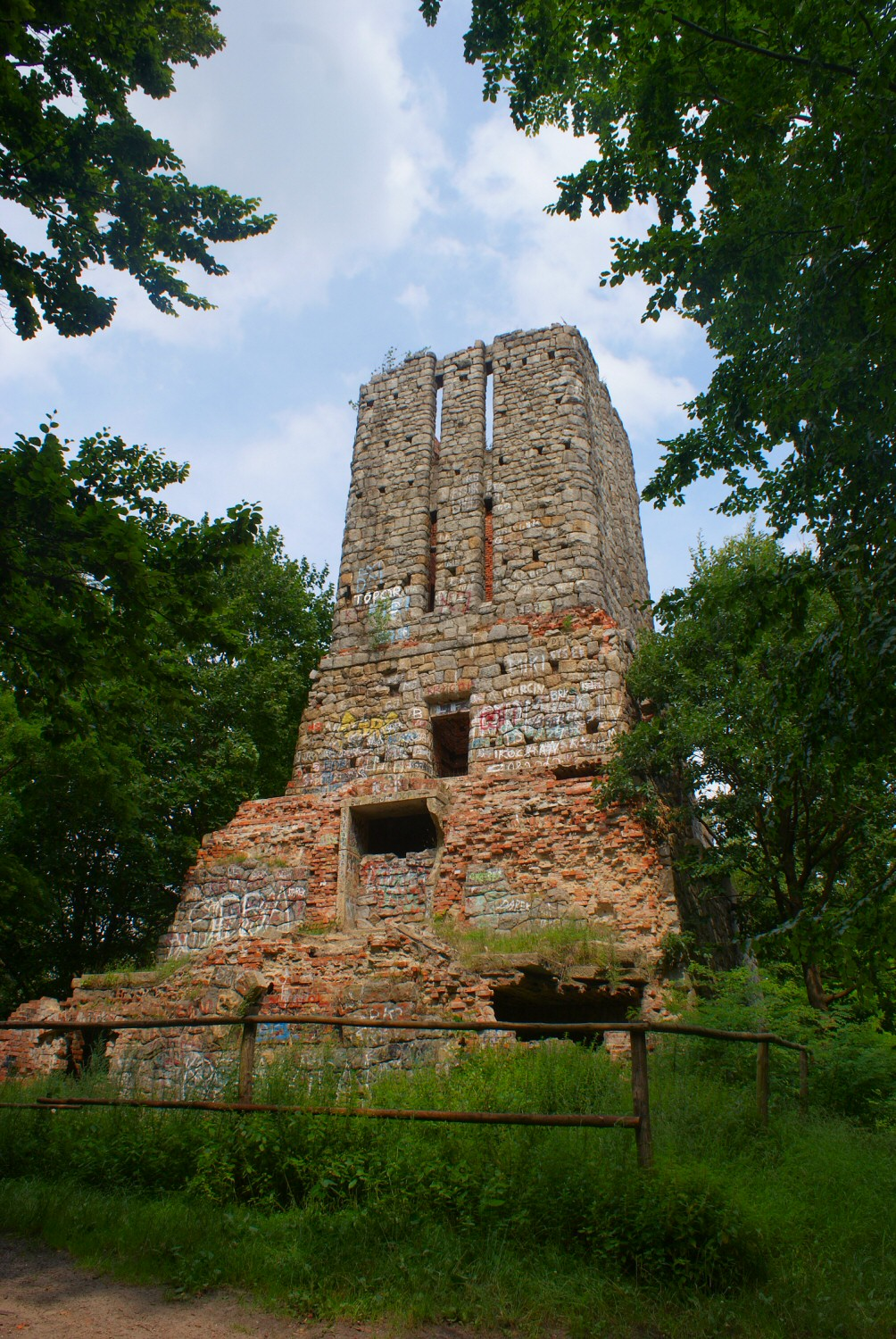
Tháp Bismarck ở Żary

## Lịch sử
Tòa tháp tại Żary xây dựng bắt đầu vào ngày 1 tháng 4 năm 1914, trùng với kỷ niệm 99 năm ngày sinh của Bismarck. Những người khởi xướng chính cho việc xây dựng tòa tháp ở Żary là Hiệp hội Karkonosze (Riesengebirgieverein - Sektion Sorau) và Hiệp hội Làm đẹp Thị trấn Żary (Verschönerungsverein der Stadt Sorau).
Chiến tranh thế giới thứ nhất bùng nổ đã dẫn đến công trình xây dựng phải đình chỉ, công việc đã không được nối lại sau khi kết thúc chiến tranh vào năm 1918. Lúc này sự sùng bái Bismarck đã giảm xuống, cộng với những khó khăn kinh tế đã dẫn đến việc công trình xây dựng không được tiếp tục. Lúc này chỉ có cầu thang gỗ dẫn lên đỉnh được lắp đặt trong tòa tháp còn giang dỡ.
Sau khi Thế chiến II kết thúc, những khu vực này nằm trong biên giới của Ba Lan và tòa tháp đã được chuyển đổi thành một điểm quan sát hỏa hoạn. Vào thời kỳ đỉnh cao vào những năm 1970, một đài thiên văn bằng gỗ đã được xây dựng tại vị trí này tuy nhiên nó được tháo gỡ năm 2002 vì lý do an toàn.

## Mô tả tháp (tháp quan sát theo kế hoạch)
Theo bản thiết kế thì tháp có chiều cao 25 m, được thiết kế với chức năng như một tháp canh. Có một cầu thang bên ngoài dẫn đến lối vào nằm ở vị trí cao hơn, dẫn đên phòng tưởng niệm. Có một phòng ăn và một phòng bảo vệ liền kề với phòng tưởng niệm. Ở lối vào bên phải có một cầu thang dẫn lên đài quan sát và đài lửa (có 214 bậc). Ngoài ra theo bản thiết kế thì có các cửa sổ hình bát giác.